# Alpes Cottiae

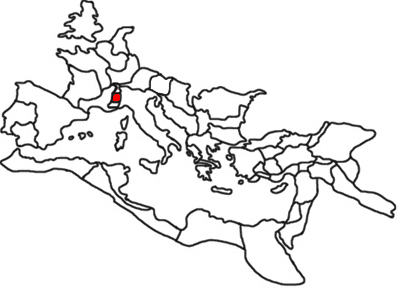
A Római Birodalom Kr. u. 120 körül, Alpes Cottiae provincia kijelölve

Alpes Cottiae egyike volt az Alpok hegyvonulatain létrehozott három kis római provinciának a mai Franciaország és Olaszország határán, amely a hágókat ellenőrizte. Nyugaton Gallia Narbonensis, délen Alpes Maritimae provinciák határolták, északon Alpes Graiae, délen Italia. A provincia fővárosa Segusio volt (a mai Susa Piemontban). 
A provinciát Cottiusról nevezték el, aki az itt lakó ligur törzsek uralkodója volt a Kr. e. 1. században. Birodalmát Augustus olvasztotta be a Római Birodalomba. Kezdetben Cottius, majd a fia megtarthatták a királyi trónt, később azonban procuratort neveztek ki a provincia élére. Kormányzói lovagrendű praefectusok voltak. 

## Települései
| Római név   | Mai ország és név | Leírás                |
| ----------- | ----------------- | --------------------- |
| Eburodurum  | Embrun            |                       |
| Brigantio   | Briançon          |                       |
| Ocelum      | Lesseau           |                       |
| Segusium    | Susa              | A provincia székhelye |
| Scingomagus | Exilles           |                       |
| Caesaum     | Cesana Torinese   |                       |